# Referendum o slovenskih pokrajinah
Posvetovalni referendum o območjih in imenih pokrajin v Sloveniji ter statusu Mestne občine Ljubljana je bil posvetovalni referendum, ki je potekal 22. junija 2008. Volivci so se v okviru predlaganih pokrajin izrekali o predlogu za ustanovitev pokrajin, ki ga je podal Državni zbor. Udeležba na referendumu je bila z 10,97 % najnižja v zgodovini Republike Slovenije.

## Ozadje
Reforma lokalne samouprave je ob ustanovitvi občin 1994 predvidevala tudi ustanovitev pokrajin kot drugega nivoja lokalne samouprave, vmesne stopnje med občinami in državo. Zakon o lokalni samoupravi, uveljavljen leta 1994, je vseboval tudi poglavje o pokrajinah in predvideval prostovoljno ustanavljanje pokrajin. Tudi v ustavi je 143. člen od sprejetja ustave 1991 namenjen definiciji pokrajin in pogojih za njihov nastanek. Do spremembe ustave leta 2006 so bile pokrajine opredeljene kot prostovoljna oblika združevanja občin. Med drugim je pisalo: "Občine se samostojno odločajo o povezovanju v širše samoupravne lokalne skupnosti, tudi v pokrajine, za urejanje in opravljanje lokalnih zadev širšega pomena." Ker se nobena občina ni (prostovoljno) povezala s kakšno drugo, so začeli razmišljati o spremembi ustave. Morda je ustanavljanje pokrajin zaviral proces ustanavljanja novih občin: Pred ustanovitvijo občin je bilo 62 družbenopolitičnih skupnosti, leta 1994 je bilo namesto njih ustanovljenih 147 občin, 4 leta kasneje je bilo občin 192, leta 2006 pa 210. S pripravo prvega zakona o pokrajinah se je začelo leta 1996. Člen ustave, ki govori o pokrajinah, je vedno bolj izgledal kot ovira pri ustanovitvi le-teh, zato je 33 poslancev s prvopodpisanim Cirilom Ribičičem vložila predlog za črtanje 143. člena, ki ni bil sprejet. Leta 2000 je bilo v državni zbor vloženih več predlogov zakonov za ustanovitev posameznih pokrajin: Koroške, Posavja, Bele krajine, Spodnjega Podravja in Severno primorske pokrajine. Namesto tega je vlada v mandatu 2000-2004 pripravila izhodišča za ustave spremembe, med drugim tudi 143. člena, vendar je junija 2004 zanje zmanjkal en glas. Spremembe 143. ter 121. in 140. člena so bile sprejete junija 2006. V novem 143. členu, ki velja še danes, med drugim piše: "Pokrajine se ustanovijo z zakonom, s katerim se določi tudi njihovo območje, sedež in ime. Zakon sprejme državni zbor z dvotretjinsko večino glasov navzočih poslancev. V postopku za sprejem zakona mora biti zagotovljeno sodelovanje občin." Tako spremenjena ustava omogoča hkratno ustanovitev pokrajin za celotno državo in odstranjuje ovire za prenos državnih nalog na pokrajine. Vlada je v državni zbor poslala predlog 14 pokrajin, ki januarja 2008 ni dobil zadostne podpore.

### Razpis referenduma
Prvi so posvetovalni referendum predlagali v poslanski skupini Zares med obravnavo predloga 14 pokrajin v državnem zboru. Iz SDS so jim očitali, da je njihov namen zavlačevanje in s tem onemogočanje sprejetja pokrajinske zakonodaje v tekočem mandatu, Zares pa so prelagali krivdo za "časovno zadrego" na predlagatelje, ker ti niso predložili celotnega paketa zakonodaje, ampak samo posamezne zakone. Po zavrnitvi vladnega predloga v DZ januarja 2008 so v koaliciji začeli ugotavljati, da je referendum edini način, da se projekt pokrajin sklene v tem mandatu oziroma da se ga pripelje čim bliže koncu. Med prvotnim (zavrnjenim) predlogom in referendumom se je število pokrajin znižalo za eno iz 14 na 13 (12 plus eno). Ozemlji predlagane Notranjske in Kamniško-Zasavske pokrajine sta bili združeni v Osrednjeslovensko pokrajino, Južnoprimorski pa sta se pridružili občini Pivka in Postojna. Opozicijske stranke LDS, SD in Zares so se na skupni tiskovni konferenci kritično odzvale na predlog referenduma, ga označile za predvolilno potezo ter napovedale dopolnitve referendumskega vprašanja. To je bil hkrati tudi prvi skupni nastop treh strank, ki so se pred volitvami istega leta povezale v predvolilno zavezništvo. V koaliciji so se na kritiko odzvali, da "so vse možnosti, da bi se uskladili glede števila pokrajin, izčrpane". V združenju slovenskih občin so podprli tako predlog 12 plus ena pokrajina kot tudi način izvedbe referenduma. V opozicijskih strankah so hoteli manj pokrajin, pogrešali so vprašanje o številu pokrajin. V Zaresu se jim je zdel referendum problematičen tudi zato, ker se ljudje ne bodo mogli izrekati o tem, če so ali niso za regionalizacijo. Dvomi o smislu referenduma in pokrajin so pred glasovanjem o razpisu referenduma javno izražali tudi nekateri koalicijski poslanci in stranke, predvsem DeSUS. V članku na MMC je novinar Mitja Kendare zapisal: "Strankarska zmeda je torej velika, volivci pa so prepuščeni ugibanju, kdo vleče kakšne poteze. Dejstvo je, da je bila najprej za referendum opozicija, proti pa vlada, zdaj pa je obratno, argumenti pa so si skoraj neverjetno podobni." Na predlog koalicije je državni zbor 22. maja 2008 ob obstrukciji opozicije sprejel odločitev o posvetovalnem referendumu, ki se je izvedel točno en mesec kasneje.

## Referendumska kampanja

### Stališča strank in posameznikov
Nihče ni nasprotoval načelni uvedbi pokrajin, glede primernosti koalicijskega predloga pa so se pogledi zelo razlikovali.

#### Zagovorniki predloga
Stranke: SDS, SLS, NSi
Ostali: Župani Ptujsko-Ormoške pokrajine, Koroški župani,

#### Nasprotniki predloga
Stranke: SNS
Ostali: Župani zgornjegorenjskih občin

#### Pozivi k bojkotu
Stranke: LPR
Ostali: Zoran Janković

#### Ostalo
Preostale opozicijske stranke (LDS, SD, Lipa in Zares) so kritizirale referendum, vendar se niso jasno postavile na nobeno pozicijo. Kampanje niso imele.

### Soočenja
19. junija 2008 je na 1. programu Televizije Slovenija potekalo soočenje o referendumu s predstavniki političnih strank, občin, vlade in stroke.

## Referendumsko vprašanje
Predlaganih je bilo 13 pokrajin. Prebivalci vsake od predlaganih pokrajin so odgovarjali na vprašanje, če se s predlagano razdelitev Slovenije v pokrajine strinjajo. Rezultati so se ugotavljali posebej za vsako pokrajino in tudi za vsako občino posebej. V petih od 13 predlaganih pokrajinah so se odločali tudi o imenu pokrajine. V teh petih pokrajinah so imeli dve možnosti imena, med katerima so lahko izbirali.

## Rezultati po referendumskih območjih (predlaganih pokrajinah)
Predlagane pokrajine so bile potrjene povsod, razen v dveh: Obalno-kraški (Južnoprimorski) pokrajini in Osrednjeslovenski pokrajini. Skupna udeležba po celi Sloveniji je bila 10,98 %.

### Celjska pokrajina
| Odziv                            | Št.glasov | %     |
| -------------------------------- | --------- | ----- |
| Da                               | 9.620     | 61,92 |
| Ne                               | 5.915     | 38,08 |
| Neveljavne ali prazne glasovnice | 245       | 1,55  |
| Skupaj glasov                    | 15.780    | 100   |
| Udeležba                         | 9,8       | 9,8   |

### Dolenjsko-belokranjska pokrajina
| Odziv                            | Št.glasov | %     |
| -------------------------------- | --------- | ----- |
| Da                               | 6.090     | 66,06 |
| Ne                               | 3.129     | 33,94 |
| Neveljavne ali prazne glasovnice | 164       | 1,75  |
| Skupaj glasov                    | 9.383     | 100   |
| Udeležba                         | 9,5       | 9,5   |

### Gorenjska pokrajina
| Odziv                            | Št.glasov | %     |
| -------------------------------- | --------- | ----- |
| Da                               | 10.443    | 64,06 |
| Ne                               | 5.858     | 35,94 |
| Neveljavne ali prazne glasovnice | 359       | 2,15  |
| Skupaj glasov                    | 16.660    | 100   |
| Udeležba                         | 10,0      | 10,0  |

### Goriška (Severnoprimorska) pokrajina
| Odziv                            | Št.glasov | %     |
| -------------------------------- | --------- | ----- |
| Da                               | 9.409     | 61,05 |
| Ne                               | 6.003     | 38,95 |
| Neveljavne ali prazne glasovnice | 771       | 4,76  |
| Skupaj glasov                    | 16.183    | 100   |
| Udeležba                         | 16,0      | 16,0  |

#### Glasovanje o imenu Goriška pokrajina
| Odziv                            | Št.glasov | %     |
| -------------------------------- | --------- | ----- |
| Da                               | 6.654     | 43,31 |
| Ne                               | 8.711     | 56,69 |
| Neveljavne ali prazne glasovnice | 816       | 5,04  |
| Skupaj glasov                    | 16.181    | 100   |
| Udeležba                         | 16,0      | 16,0  |

#### Glasovanje o imenu Severnoprimorska pokrajina
| Odziv                            | Št.glasov | %     |
| -------------------------------- | --------- | ----- |
| Da                               | 9.412     | 61,10 |
| Ne                               | 5.991     | 38,90 |
| Neveljavne ali prazne glasovnice | 779       | 4,81  |
| Skupaj glasov                    | 16.182    | 100   |
| Udeležba                         | 16,0      | 16,0  |

### Koroška pokrajina
| Odziv                            | Št.glasov | %     |
| -------------------------------- | --------- | ----- |
| Da                               | 7.539     | 85,25 |
| Ne                               | 1.304     | 14,75 |
| Neveljavne ali prazne glasovnice | 63        | 0,71  |
| Skupaj glasov                    | 8.906     | 100   |
| Udeležba                         | 14,4      | 14,4  |

### Osrednjeslovenska pokrajina
| Odziv                            | Št.glasov | %     |
| -------------------------------- | --------- | ----- |
| Da                               | 12.839    | 38,40 |
| Ne                               | 20.598    | 61,60 |
| Neveljavne ali prazne glasovnice | 598       | 1,76  |
| Skupaj glasov                    | 34.035    | 100   |
| Udeležba                         | 12,4      | 12,4  |

### Posavska pokrajina
| Odziv                            | Št.glasov | %     |
| -------------------------------- | --------- | ----- |
| Da                               | 6.926     | 80,49 |
| Ne                               | 1.679     | 19,51 |
| Neveljavne ali prazne glasovnice | 84        | 0,97  |
| Skupaj glasov                    | 8.689     | 100   |
| Udeležba                         | 13,5      | 13,5  |

### Pomurska (Prekmursko-prleška) pokrajina
| Odziv                            | Št.glasov | %     |
| -------------------------------- | --------- | ----- |
| Da                               | 7.976     | 62,17 |
| Ne                               | 4.854     | 37,83 |
| Neveljavne ali prazne glasovnice | 271       | 2,07  |
| Skupaj glasov                    | 13.101    | 100   |
| Udeležba                         | 12,1      | 12,1  |

#### Glasovanje o imenu Pomurska pokrajina
| Odziv                            | Št.glasov | %     |
| -------------------------------- | --------- | ----- |
| Da                               | 7.995     | 62,39 |
| Ne                               | 4.820     | 37,61 |
| Neveljavne ali prazne glasovnice | 286       | 2,18  |
| Skupaj glasov                    | 13.101    | 100   |
| Udeležba                         | 12,1      | 12,1  |

#### Glasovanje o imenu Prekmursko-prleška pokrajina
| Odziv                            | Št.glasov | %     |
| -------------------------------- | --------- | ----- |
| Da                               | 5.816     | 45,50 |
| Ne                               | 6.967     | 54,50 |
| Neveljavne ali prazne glasovnice | 317       | 2,42  |
| Skupaj glasov                    | 13.100    | 100   |
| Udeležba                         | 12,1      | 12,1  |

### Obalno-kraška (Južnoprimorska) pokrajina
| Odziv                            | Št.glasov | %     |
| -------------------------------- | --------- | ----- |
| Da                               | 6.124     | 49,02 |
| Ne                               | 6.370     | 50,98 |
| Neveljavne ali prazne glasovnice | 695       | 5,27  |
| Skupaj glasov                    | 13.189    | 100   |
| Udeležba                         | 10,9      | 10,9  |

#### Glasovanje o imenu Obalno-kraška
| Odziv                            | Št.glasov | %     |
| -------------------------------- | --------- | ----- |
| Da                               | 4.886     | 39,39 |
| Ne                               | 7.517     | 60,61 |
| Neveljavne ali prazne glasovnice | 787       | 5,97  |
| Skupaj glasov                    | 13.190    | 100   |
| Udeležba                         | 10,9      | 10,9  |

#### Glasovanje o imenu Južnoprimorska
| Odziv                            | Št.glasov | %     |
| -------------------------------- | --------- | ----- |
| Da                               | 5.945     | 47,84 |
| Ne                               | 6.481     | 52,16 |
| Neveljavne ali prazne glasovnice | 767       | 5,81  |
| Skupaj glasov                    | 13.193    | 100   |
| Udeležba                         | 10,9      | 10,9  |

### Vzhodnoštajerska (Ptujsko-ormoška)
| Odziv                            | Št.glasov | %     |
| -------------------------------- | --------- | ----- |
| Da                               | 7.563     | 67,88 |
| Ne                               | 3.578     | 32,12 |
| Neveljavne ali prazne glasovnice | 171       | 1,51  |
| Skupaj glasov                    | 11.312    | 100   |
| Udeležba                         | 15,3      | 15,3  |

#### Glasovanje o imenu Vzhodnoštajerska pokrajina
| Odziv                            | Št.glasov | %     |
| -------------------------------- | --------- | ----- |
| Da                               | 6.823     | 61,67 |
| Ne                               | 4.240     | 38,33 |
| Neveljavne ali prazne glasovnice | 251       | 2,22  |
| Skupaj glasov                    | 11.314    | 100   |
| Udeležba                         | 15,3      | 15,3  |

#### Glasovanje o imenu Ptujsko-ormoška pokrajina
| Odziv                            | Št.glasov | %     |
| -------------------------------- | --------- | ----- |
| Da                               | 6.163     | 55,70 |
| Ne                               | 4.902     | 44,30 |
| Neveljavne ali prazne glasovnice | 248       | 2,19  |
| Skupaj glasov                    | 11.313    | 100   |
| Udeležba                         | 15,3      | 15,3  |

### Savinjsko-šaleška pokrajina
| Odziv                            | Št.glasov | %     |
| -------------------------------- | --------- | ----- |
| Da                               | 3.624     | 70,11 |
| Ne                               | 1.545     | 29,89 |
| Neveljavne ali prazne glasovnice | 55        | 1,05  |
| Skupaj glasov                    | 5.224     | 100   |
| Udeležba                         | 10,4      | 10,4  |

### Mariborska (Osrednještajerska) pokrajina
| Odziv                            | Št.glasov | %     |
| -------------------------------- | --------- | ----- |
| Da                               | 8.781     | 52,68 |
| Ne                               | 7.887     | 47,32 |
| Neveljavne ali prazne glasovnice | 373       | 2,19  |
| Skupaj glasov                    | 17.041    | 100   |
| Udeležba                         | 8,5       | 8,5   |

#### Glasovanje o imenu Mariborska pokrajina
| Odziv                            | Št.glasov | %     |
| -------------------------------- | --------- | ----- |
| Da                               | 7.017     | 42,35 |
| Ne                               | 9.554     | 57,65 |
| Neveljavne ali prazne glasovnice | 471       | 2,76  |
| Skupaj glasov                    | 17.042    | 100   |
| Udeležba                         | 8,5       | 8,5   |

#### Glasovanje o imenu Osrednještajerska pokrajina
| Odziv                            | Št.glasov | %     |
| -------------------------------- | --------- | ----- |
| Da                               | 8.474     | 50,94 |
| Ne                               | 8.161     | 49,06 |
| Neveljavne ali prazne glasovnice | 408       | 2,39  |
| Skupaj glasov                    | 17.043    | 100   |
| Udeležba                         | 8,5       | 8,5   |

### Mestna občina Ljubljana
| Odziv                            | Št.glasov | %     |
| -------------------------------- | --------- | ----- |
| Da                               | 9.674     | 61,05 |
| Ne                               | 6.172     | 38,95 |
| Neveljavne ali prazne glasovnice | 459       | 2,82  |
| Skupaj glasov                    | 16.305    | 100   |
| Udeležba                         | 7,4       | 7,4   |

## Po referendumu

### Odzivi po referendumu
Minister Ivan Žagar je po referendumu povedal, da rezultate razumejo kot podporo predlogu. Napovedal je, da bo na podlagi rezultata pripravil osnutek zakona. Za primer osrednjeslovenske pokrajine je napovedal delitev na dva dela, v zakonu bi bilo torej spet 14 pokrajin. 
Janez Janša je bil zadovoljen predvsem z izidom v Ljubljani. Ob nizki udeležbi je poudaril, da ne dvomi v legitimnost referenduma. Temu je pritrdil predsednik NSi Andrej Bajuk, ki je nizko udeležbo pripisal tudi lepemu vremenu. 
Voditelji opozicijskih strank so nizko udeležbo interpretirali kot nezaupnico vladi. Vlado so pozvali naj prepusti uvajanje pokrajin naslednji vladi. Ljubljanski župan Janković je dejal, da je Janša vrgel stran štiri miljone evrov. Pozval ga je k odstopu.

### Ponovna vložitev zakona
Vlada je 10. julija v državni zbor vložila predlog zakona o ustanovitvi pokrajin, ki predvideva 14 (13 + Ljubljana) pokrajin. Osrednjeslovenska pokrajina je v predlogu spet razdeljena na Notranjsko-dolenjsko in Kamniško-zasavsko pokrajino. Zakonodajna pot predloga se je 15. oktobra 2008 končala s prenehanjem mandatne dobe DZ.

### Uvajanje pokrajin v naslednjih vladah
V naslednji vladi je predsednik vlade Borut Pahor ustanovil strateški svet za regionalizacijo, ki se je sestal na treh sejah. Leta 2011 je OECD naredil študijo o pokrajinah in predlagal 6 pokrajin. Leta 2016 je bila sprejeta Strategija razvoja lokalne samouprave v Republiki Sloveniji do leta 2020, ki ni predvidevala uvedbe pokrajin. V dokumentu je večkrat omenjeno, da glede pokrajin ni političnega soglasja. Naslednji pokus se je začel leta 2019, glavno vlogo je imel Državni svet, politične stranke niso sodelovale v pogovorih. Eden od pobudnikov procesa je bil tudi predsednik republike Borut Pahor, ki je istega leta priredil posvet o možnosti uvedbe pokrajin. Strokovna skupina pod vodstvom Boštjana Brezovnika se je na koncu poenotila na predlogu z 10 pokrajinami in posebnim statusom mestnih občin Ljubljane in Maribora. Po obiskanih 136 sejah občinskih svetov je leta 2022 Državni svet v DZ vložil predlog s 15 pokrajinami in Ljubljano s posebnim statusom. Predsednik DS Alojz Kovšča je glede razlike med predlogom stroke in končnim predlogom komentiral, da "se mimo volje ljudi na terenu ne da." ter da je treba pokrajine "oblikovati na podlagi kompromisa, dogovora in sodelovanja tistih deležnikov, ki te pokrajine pravzaprav najbolj potrebujejo." Pahor je ob tem dejal, da gre za zgodovinski trenutek. Vlada je v zvezi s predlogom sprejela negativno mnenje. V obrazložitvi je navajala mnoge krize (podnebno, energetsko in covid-19), pa tudi nedoseženo politično soglasje in nizko udeležbo na referendumu leta 2008.  Ker se predlogu ni obetala zadostna podpora, ga je DS februarja 2023 umaknil iz zakonodajnega postopka.